# Gauliga Generalgouvernement 1940
In der Gauliga Generalgouvernement 1940 wurde erstmals eine Fußballmeisterschaft deutscher Vereine sowie Militär- und Betriebsmeisterschaften im Generalgouvernement Polen ausgetragen. Zugelassen waren nur Reichsdeutsche und Volksdeutsche. Diese Gauliga wurde allerdings erst im folgenden Jahr in den Spielplan des Fachamtes Fußball aufgenommen.

## Teilnehmer
Im Sommer 1940 richtete der von Generalgouverneur Hans Frank eingesetzte Sportbeauftragte Georg Niffka erstmals eine regionale Fußballmeisterschaft aus. Es handelte sich dabei durchweg um Mannschaften, die im besetzten Polen erstmals aufgestellt wurden. Dazu gehörten Mannschaften von Verbänden des Heeres, Geschwadern der Luftwaffe, der Waffen-SS sowie der Ordnungspolizei; auch Besatzungsbehörden wie die Post und die Ostbahn beteiligten sich ebenso wie unter deutscher Kontrolle stehende Großbetriebe, vor allem im Rüstungssektor. 1940 waren insgesamt 80 deutsche Fußballmannschaften im Generalgouvernement registriert. Mehrere Mannschaften nahmen ehemalige polnische Nationalspieler unter Vertrag, die aus dem Ostteil Oberschlesiens stammten; sie waren als Bürger Preußens geboren, mit dem Anschluss ihrer Heimatregion an Polen 1922 aber polnische Staatsbürger geworden. Von den Besatzungsbehörden wurden sie als Volksdeutsche eingestuft.

## Ergebnisse
Halbfinale
10. SS-Totenkopf-Inf.-Rgt. Krakau  – LSV Deblin   1:3
LSV Radom – LSV Okecie        4:3 n. V.
Spiel um den 3. Platz
10. SS-Totenkopf-Inf.-Rgt. Krakau – LSV Warschau-Okecie   2:1
Finale (Deutsche Kampfbahn Krakau, 20. Oktober 1940)
LSV Deblin – LSV Radom                                    2:1
Der LSV Deblin, die vom Militärflugplatz Deblin gestellte Elf des Distriktmeisters Lublin, war als Sieger für die Endrunde der „großdeutschen Meisterschaft“ 1941 qualifiziert.